# Nguyễn Thị Kim Ngân
Nguyễn Thị Kim Ngân (născută 12 aprilie 1954 în Provincia Bến Tre) este un politician vietnamez care este în prezent președinte al Adunării Naționale a Vietnamului. Este membru al celui de-al 12-lea Politburo al Partidului Comunist din Vietnam, în care ea ocupă locul doi, după secretarul general al Partidului Comunist Nguyễn Phú Trọng. Ea a ocupat anterior funcția de vicepreședinte al Adunării Naționale din Vietnam. Ea a devenit președinte al Adunării Naționale a Vietnamului la 31 martie 2016, în locul lui Nguyen Sinh Hung.

## Legături externe
Materiale media legate de Nguyễn Thị Kim Ngân la Wikimedia Commons